# Пургасово (Рязанская область)
Пургасово — село в составе Енкаевского сельского поселения Кадомского района Рязанской области.
Находится на правом берегу Мокши в 4,5 км от границы с Мордовией, в 10 км к северу от районного центра Кадома и в 175 км к востоку от Рязани.
Автомобильных дорог с твёрдым покрытием нет.
Первое упоминание относят к 1648 году, однако в 2019 году село отметило 790-летие.

Просторы вблизи села:. . 
| 1984 | 2010 |
| ---- | ---- |
| 130  | ↘24  |